# La Vieille Fille (film, 1939)
Pour les articles homonymes, voir La Vieille Fille.
Pour plus de détails, voir Fiche technique et Distribution.
La Vieille Fille (The Old Maid) est un film américain réalisé par Edmund Goulding, sorti en 1939.

## Synopsis
Philadelphie, 1860. À la veille de la Guerre de Sécession, Delia Lovell a rompu ses fiançailles avec Clem Spender pour épouser le riche Joe Ralston. La cousine de Delia, Charlotte, console l’ancien fiancé. Ils se promettent le mariage à son retour de la guerre. Mais Clem meurt au combat et Charlotte se retrouve seule et enceinte. Le médecin de la famille, le docteur Lanskell, l’envoie accoucher en Arizona pour éviter le scandale. De retour à Philadelphie à la fin des conflits, Charlotte s’occupe d’une école d’orphelins de guerre dans laquelle elle peut élever sa petite Tina sans avoir à subir de questions sur sa fille illégitime. Après la mort accidentelle de son mari, Delia, sachant le secret de Charlotte, lui propose de venir vivre chez elle avec sa fille. Tina en grandissant se rapproche plus en plus de Delia jusqu’à se donner l’illusion que cette dernière est sa mère et que Charlotte est sa tante « vieille fille ». Adulte, Tina est courtisée par le très riche Lanning Halsey. Pour ne pas empêcher son futur mariage, du fait qu’elle ne porte pas le nom de son père, Delia demande à Charlotte d’adopter Tina légalement pour qu’elle ne se pose pas de questions sur ses origines. Charlotte d’abord réticente reproche à Delia de lui avoir volé l’affection de sa fille mais finit par accepter, pour son bien, en se promettant de tout lui révéler à la veille de son mariage. Mais au moment des révélations, voyant le bonheur de sa fille, elle garde le secret pour ne pas nuire à son avenir. 

## Fiche technique
- Titre : La Vieille Fille
- Titre original : The Old Maid
- Réalisation : Edmund Goulding
- Scénario : Casey Robinson d'après la pièce de Zoe Akins et adaptée du roman de Edith Wharton
- Production : Hal B. Wallis et Henry Blanke
- Société de production : Warner Bros. Pictures
- Musique : Max Steiner
- Photographie : Tony Gaudio
- Montage : George Amy
- Direction artistique : Robert M. Haas
- Costumes : Orry-Kelly
- Pays d'origine : États-Unis
- Langue : anglais
- Format : Noir et blanc - Son : Mono (RCA Victor System)
- Genre : Mélodrame
- Durée : 95 minutes
- Date de sortie :
  - États-Unis : 16 août 1939 première à New York

## Distribution
- Bette Davis : Charlotte Lovell
- Miriam Hopkins : Delia Lovell Ralston
- George Brent : Clem Spender
- Jane Bryan : Clementina
- Donald Crisp : Docteur Lanskell
- Louise Fazenda : Dora
- James Stephenson : Jim Ralston
- Jerome Cowan : Joe Ralston
- William Lundigan : Lanning Halsey
- Rand Brooks : Jim

Acteurs non crédités :
- Frederick Burton : M. Halsey
- Doris Lloyd : Mlle Ford